# آن كونسيجني
آن كونسيجني (بالفرنسية: Anne Consigny)‏ هي ممثلة فرنسية، ولدت في 25 مايو 1963 في فرنسا.

## حياتها
والدها يترأس حكومة رئيس الوزراء الفرنسي موريس كوف دي مورفيل . في الستينات درست المعهد العالي الفنون المسرح وبدأت حياتها الفنية عام 1981.

## جوائز
رشحت لنيل جائزة سيزار وهي أرفع جوائز السينما في فرنسا و حصلت عليها بالفعل في فيلم التشويق «مراسم» عام 1995. و فازت مرتين بجائزة أفضل ممثلة في مهرجان كان السينمائي الدولي وهي أيضاً حاصلة على وسام جوقة الشرف الفرنسي.

## أعمال

### أفلام
- (2007) قناع الغوص والفراشة[7]
- (2009) العشب البري[8]
- (2009) جون رابي[9]
- (2012) فضل الليل على النهار
- (2012) لم ترو شيء بعد[10]
- (2016) هي[11]
- (2018) عند بوابة الخلود[12]

## ترشيحات
- جائزة سيزار لأفضل ممثلة مساعدة (2009)
- جائزة سيزار لأفضل ممثلة مساعدة (2010)
- جائزة سيزار لأفضل ممثلة (2006)

## وصلات خارجية
- آن كونسيجني على موقع IMDb (الإنجليزية)
- آن كونسيجني على موقع روتن توميتوز (الإنجليزية)
- آن كونسيجني على موقع قاعدة بيانات الأفلام العربية
- آن كونسيجني على موقع ألو سيني (الفرنسية)
- آن كونسيجني على موقع أول موفي (الإنجليزية)
- آن كونسيجني على موقع قاعدة بيانات الأفلام السويدية (السويدية)
- آن كونسيجني على موقع قاعدة بيانات الفيلم (الإنجليزية)
- آن كونسيجني على موقع كينوبويسك (الروسية)